# Gabberbox
Gabberbox est une série de compilations musicales, principalement orientée techno hardcore, initialement commercialisée aux Pays-Bas. La première compilation est commercialisée en 1996 par le label discographique 5th Gear, au format triple album. Le producteur Guido Weyprecht, fondateur du label Rams Horn Records dont 5th Gear est la filiale, et son fils Siegfried Weyprecht signent une grande partie des titres présents sur ces compilations. La série comporte vingt-sept albums numérotés, auxquels s'ajoutent dix-huit éditions spéciales (best of, édition Noël, etc.).

## Accueil
La série a été accueillie d'une manière mitigée. À une époque où la culture gabber bat son plein et où les compilations gabbers comme Thunderdome atteignent les sommets des classements musicaux néerlandais et pénètrent les marchés européens, la série des Gabberbox connaît un succès tout relatif. Sur les trente-cinq opus (série et éditions spéciales), seules les cinq premières compilations entrent dans le top 30 des compilations néerlandais (nl). En outre, la série n'est pas parvenue à s'exporter.
La politique commerciale de 5th Gear a en outre été décriée, utilisant pour ses artistes maison des pseudonymes calqués sur ceux faisant le succès des productions d'ID&T.
| Opus                                                      | Classement                           | Meilleure position | Semaines passées dans le classement | Date de la meilleure position |
| --------------------------------------------------------- | ------------------------------------ | ------------------ | ----------------------------------- | ----------------------------- |
| The Gabberbox - 50 Fuckin' Crazy Hardcore Traxx!!!        | Pays-Bas (Mega Verzamelalbum Top 30) | 23                 | 9                                   | 16 décembre 1995              |
| The Gabberbox 2 - 54 Fuckin' Crazy Hardcore Traxx!!!      | Pays-Bas (Mega Verzamelalbum Top 30) | 16                 | 4                                   | 23 mars 1996                  |
| The Gabberbox Vol. 3 - 50 Fuckin' Crazy Hardcore Traxx!!! | Pays-Bas (Mega Verzamelalbum Top 30) | 23                 | 3                                   | 22 juin 1996                  |
| The Gabberbox 4 - 50 Fuckin' Crazy Hardcore Traxx!!!      | Pays-Bas (Mega Verzamelalbum Top 30) | 21                 | 4                                   | 26 octobre 1996               |
| The Gabberbox 5 - 50 Crazy Hardcore Traxx !!!             | Pays-Bas (Mega Verzamelalbum Top 30) | 24                 | 3                                   | 15 février 1997               |